# 와이어 트레인 버스
와이어 트레인 버스(Wire Train Bus, WTB)는 철도차량 통신 네트워크(TCN)의 일부를 구성하는 철도 차량의 각 칸간 통신용 필드버스이다.

## 개발

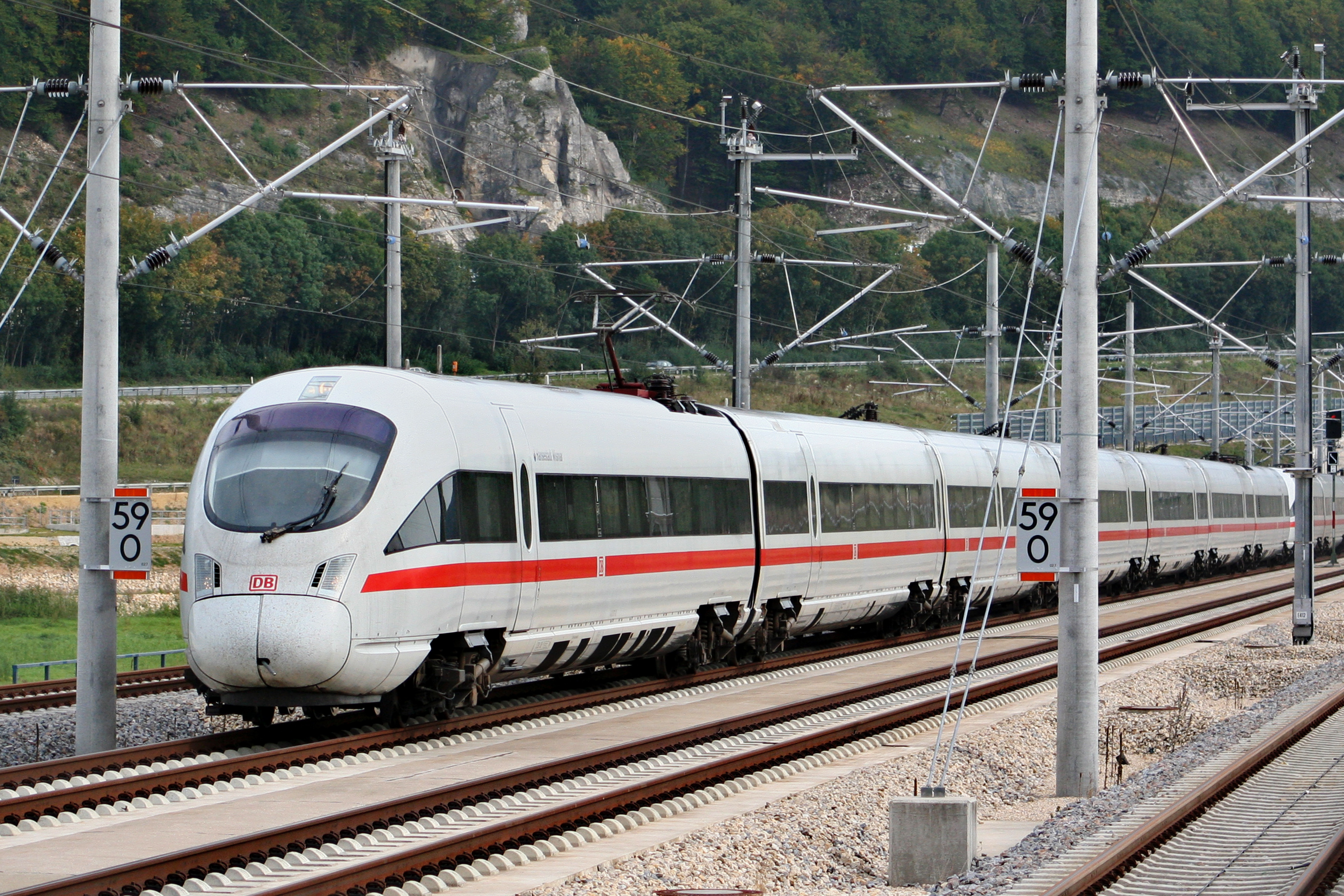
WTB로 연결된 ICE T 중련편성

여객 열차에서는 동차와 푸시풀 열차가 도입되고, 화물 열차에서는 개별 기관차에 기관사가 탑승하지 않고 총괄제어가 도입되면서 열차 운행의 효율성이 증가했다. 철도 차량 자체에도 컴퓨터 제어가 도입되면서 냉난방장치, 보조전원, 폐쇄식 화장실 등이 컴퓨터로 제어되기 시작했다. 차량에 탑재된 컴퓨터가 증가하면서 점대점 방식으로는 모든 장치를 연결하는 데 한계가 생겼다.
국제 철도 운행에 사용되는 철도 차량의 호환성을 보장하고 전장품을 쉽게 대체할 수 있도록 하기 위해서 1990년대에 국제철도연맹(UIC)에서는 국제전기기술위원회(IEC)와 협력하여 철도 차량의 각 차량 및 차량 내부의 구성 요소간 데이터 통신에 사용할 수 있는 표준을 개발했다. 1999년에 IEC 61375로 표준화된 철도차량 통신 네트워크(TCN) 필드버스의 일부로 와이어 트레인 버스가 개발되었다. 독일에서 개발된 DIN 버스를 기반으로 하며, I/Q 디코딩 및 스위스 연방 철도에서 사용하는 ABB 세셰론(ABB Secheron)에서 개발한 FSK 멀티플 트랜잭션 버스에서 획득한 지식이 반영되었다.
동시에 개발된 UIC 566 표준은 전장품의 기술적인 기능과 철도차량 통신 네트워크를 연결하는 역할을 담당한다.
WTB의 속도와 데이터 전송량의 한계 때문에 이더넷 트레인 백본(Ethernet train backbone)이 개발되었다.

## 사용

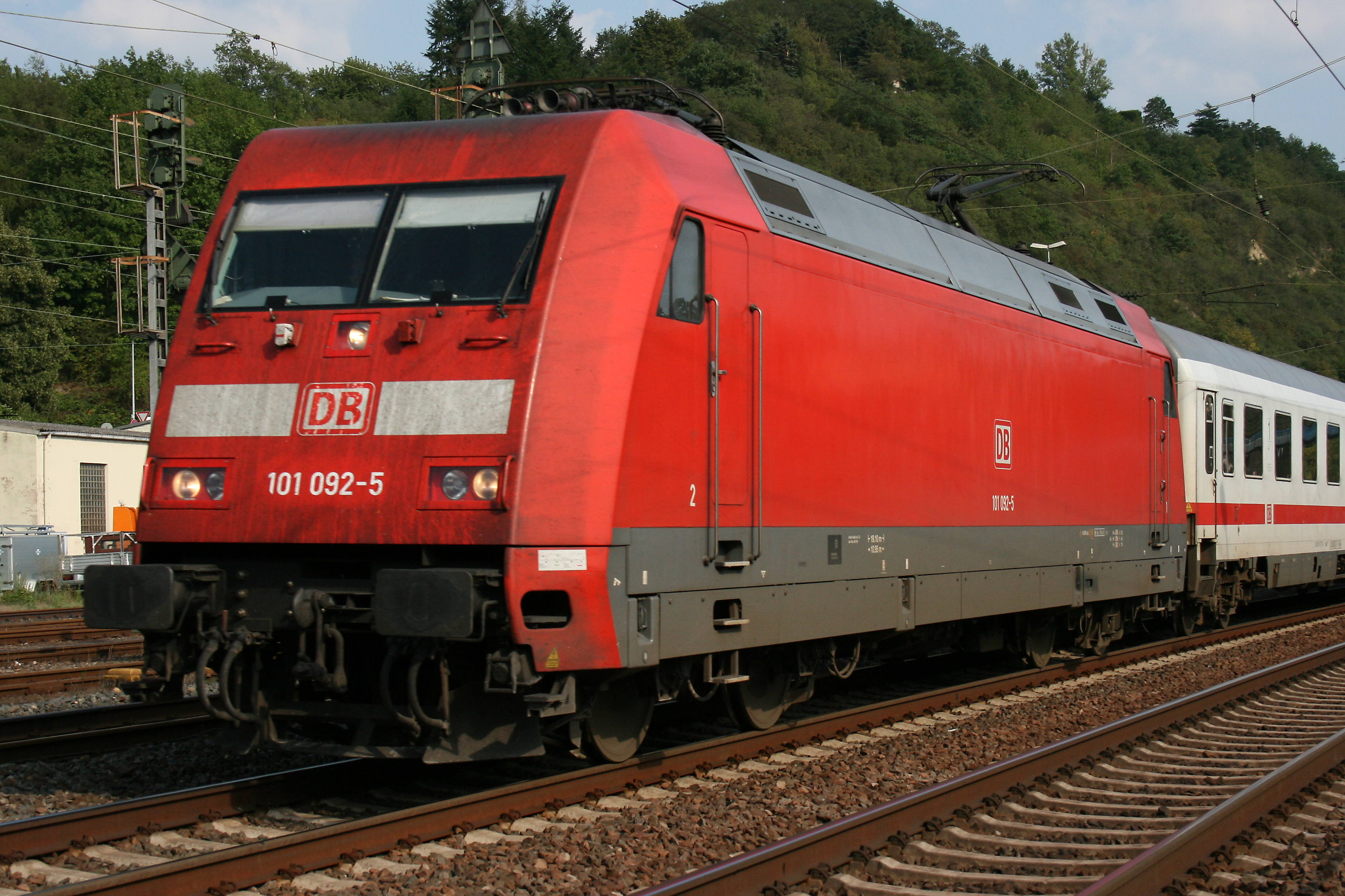
WTB-IC가 도입된 DB 101 기관차

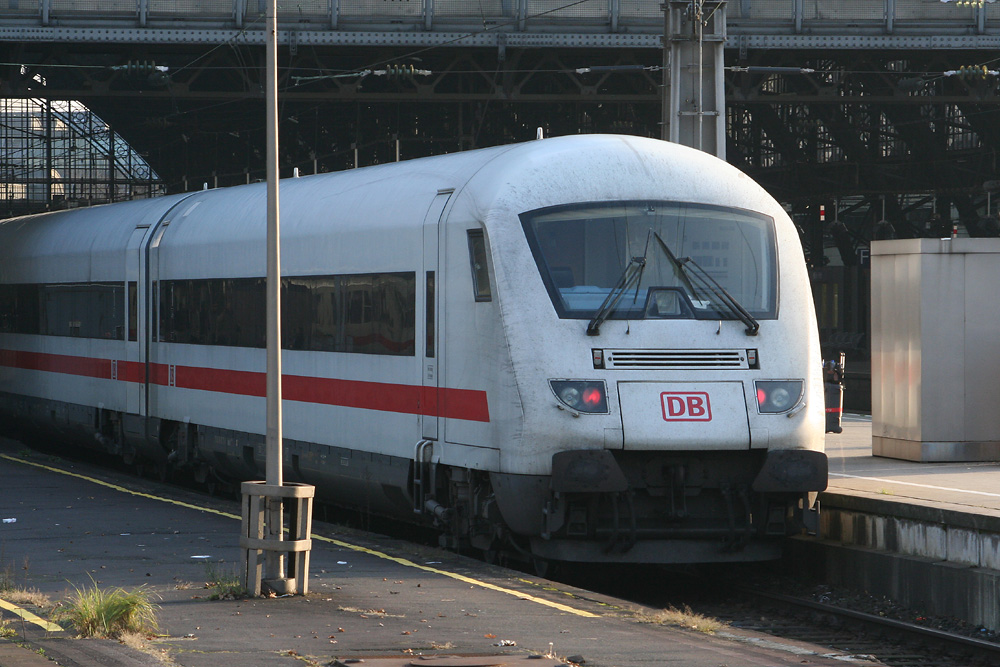
WTB가 도입된 MET 제어차

독일에서는 ICE 3, ICE T, ICE TD, 423형, 640-644형, 노면 전차 차량 등에서 사용 중이다. 여러 편성이 병결된 동차 편성에서 각 편성간의 통신에도 사용된다. 각각 편성 내에서는 다기능 차량 버스(Multifunction Vehicle Bus, MVB)가 통신에 사용된다.
독일에서의 최초 WTB 사용 기관차 견인 차량은 메트로폴리턴(MET)이다. MET 객차 및 101형 기관차에는 WTB-MET가 장착되어 있다. 인터시티용 101형 기관차에는 WTB-IC 버스가 장착되어 있고, 초기에는 S형, 후기에는 승객 안내 및 출입문 취급 기능이 추가된 E형이 도입되었다.
스위스에서는 Re 460 및 EW-IC, EC, IC2000 객차에서 UIC 558 커넥터를 통한 차량간 WTB가 사용된다.

## 기술 사양
WTB는 차폐 연선(STP)을 통한 전기 신호 및 광섬유를 통한 광 신호를 사용할 수 있다. 표준 18핀 UIC 558 커넥터의 17번과 18번 핀이 WTB 신호 전달용으로 사용된다. UIC 연결선이 외부에 노출되어 산화될 수 있으므로, 연결이 수립될 때 산화된 층을 증발시키기 위해서 전류 펄스를 통과시킨다. 물리 계층은 WorldFIP 필드버스(EN 50170)의 전압 모드와 유사하다. RS-485를 사용하며 최대 1 Mbit/s 속도를 낼 수 있다. 신호 변조는 맨체스터 코드 및 HDLC 프레임을 사용하며, 절연 변압기를 통과할 때 DC 혼입을 방지하기 위해서 전압 균형이 적용된다. 맨체스터 디코더는 I/Q 변복조를 사용하며, 최대 노드 32개 및 최대 거리 860 m(리피터 미사용 시)까지 사용할 수 있다. 열차에 차량이 연결될 때 동적으로 연속된 주소가 최대 32개까지 할당되며, 올바른 출입문 취급을 위해서 각각 차량의 왼쪽과 오른쪽을 식별할 수 있다. 두 편성이 연결될 때에는 주소가 동적으로 변경되어 연결된 편성 전체가 연속적인 주소를 할당받게 된다. WTB 노드가 없는 차량은 집계되지 않는다.
WTB 프레임은 총 두 종류가 있다.
- R형: 주기적 전송, 한 차량에서 100 ms마다 다른 모든 차량으로 전송된다.
- E형: 이벤트 발생 시 일회성으로 전송된다. 버스 내에서 다른 노드만으로 전송되거나 모든 차량으로 전송될 수 있다.

각각 프레임은 UIC 556 표준을 따른다. 프레임에 예약된 공간은 국가별 표준 데이터를 전송할 수 있으며, 오스트리아 연방 철도에서 차량 출입문 제어용으로 사용 중이다.
프레임당 최대 1024비트까지의 데이터를 적용할 수 있고, 허용된 응답 시간은 최대 100 µs이다. 프레임 크기가 제한되어 있어서 전송 오버헤드를 최소화한 TCP의 파생형인 RTP(Real-Time Protocol)를 사용하여 메시지를 분할 및 재조합한다.

## 참고 문헌
- Bedienderhandbuch IC2000 und FDV